# Pozuel de Ariza
Pozuel de Ariza ist ein nordspanischer Ort und eine Gemeinde (municipio) mit 24 Einwohnern (Stand: 2024) im Westen der Provinz Saragossa und der Autonomen Region Aragonien. Der Ort gehört zur bevölkerungsarmen Serranía Celtibérica. 

## Lage und Klima
Pozuel de Ariza liegt etwa 130 Kilometer (Luftlinie) westsüdwestlich von Saragossa in einer Höhe von 785 m. 
Das Klima ist gemäßigt bis warm; der eher spärliche Regen (ca. 4&% mm/Jahr) fällt mit Ausnahme der eher trockenen Sommermonate übers Jahr verteilt.

## Bevölkerungsentwicklung
| Jahr      | 1970 | 1981 | 1991 | 2001 | 2011 | 2021 |
| Einwohner | 169  | 41   | 32   | 23   | 21   | 17   |

Die Mechanisierung der Landwirtschaft, die Aufgabe bäuerlicher Kleinbetriebe und der damit verbundene Verlust von Arbeitsplätzen führten seit der Mitte des 20. Jahrhunderts zu einem deutlichen Rückgang der Bevölkerung (Landflucht).

## Sehenswürdigkeiten
- Himmelfahrtskirche (Iglesia de Nuestra Señora de la Asunción)
- Kapelle Unserer Lieben Frau vom Turm (Ermita de Nuestra Señora de la Torre)
- Reste der Burganlage

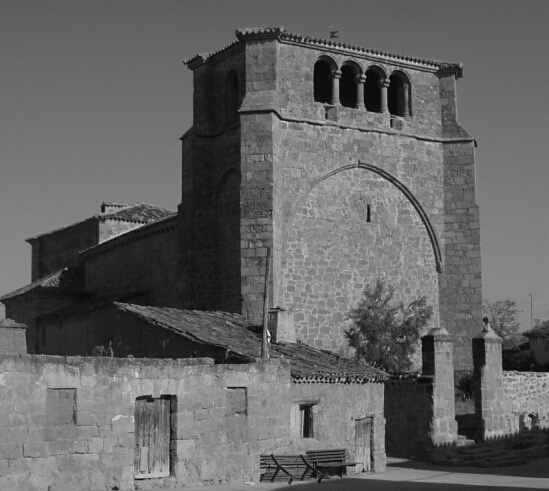
Himmelfahrtskirche
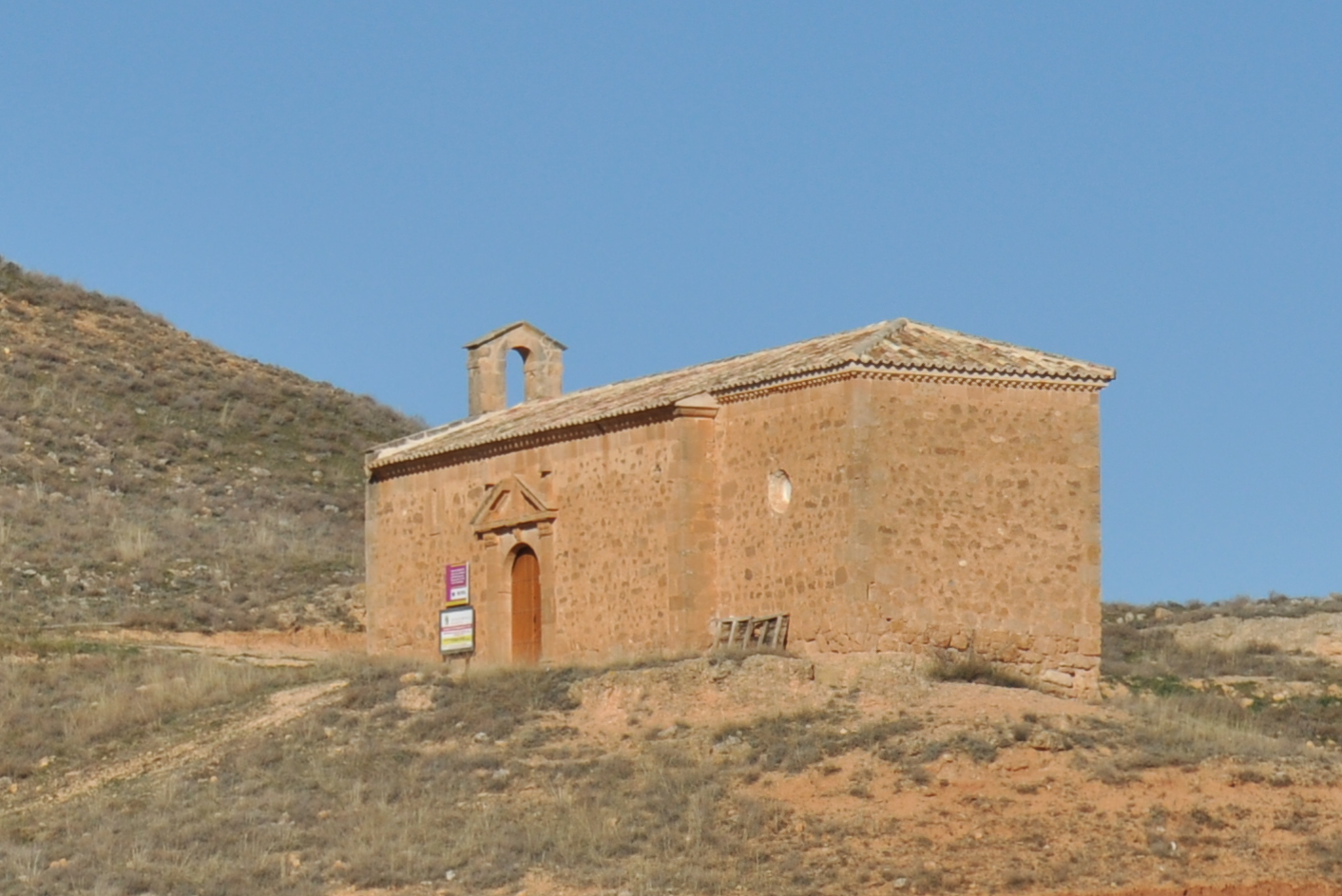
Kapelle Unserer Lieben Frau
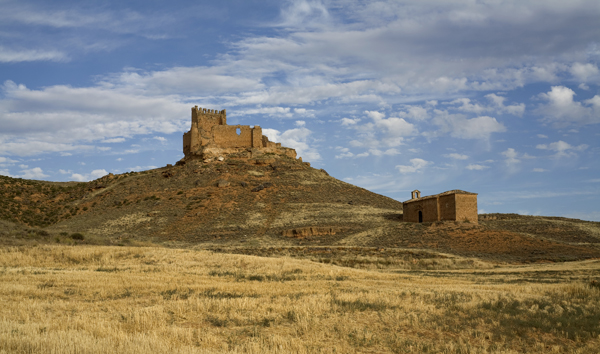
Reste der Burganlage